# Sarangi

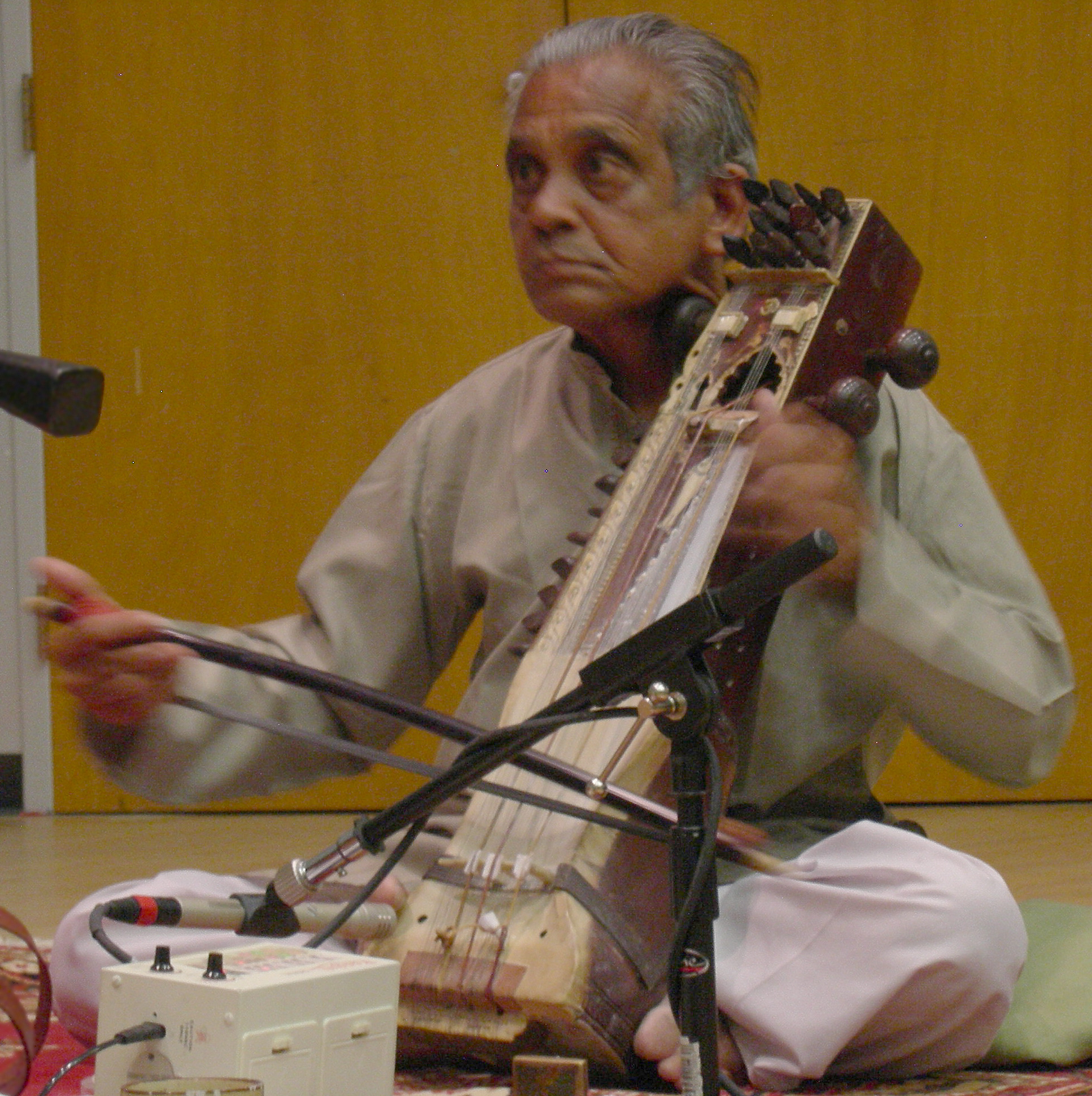
Anant Kunte tocando sarangi

Sarangi é o principal instrumento de cordas friccionadas da Índia, Nepal e Paquistão. A forma varia muito do Norte para o Sul. Tem um braço curto e muito largo, 3 ou 4 cordas, mas um grande número de cordas simpáticas.